# Дубницкий, Андрей Иванович
Андрей Иванович Дубницкий (укр. Андрій Іванович Дубницький, позывной — Байрактар; 5 ноября 1998, Степанцы — 15 февраля 2024, Авдеевка) — украинский военнослужащий, младший сержант, участник российско-украинской войны. Герой Украины (2025, посмертно).

## Биография
Родился в селе Степанцы Каневского района Черкасской области. После окончания местной школы обучался в Масловском аграрном техникуме по специальности технолог. Работал на частном акционерном обществе «Мироновская птицефабрика» (МХП).
В сентябре 2018 года был призван на срочную службу в Вооружённые силы Украины. Служил в Одессе на катере морской охраны, где получил звание старшего матроса. После завершения службы вернулся на прежнее место работы.
С началом полномасштабного вторжения России в Украину 8 марта 2022 года вновь был призван в ряды ВСУ. Служил в составе 110-й отдельной механизированной бригады имени генерал-хорунжего Марка Безручко. Участвовал в обороне города Авдеевка Донецкой области.
14 февраля 2024 года во время боёв на позиции «Зенит» в Авдеевке получил ранение. В условиях интенсивных обстрелов эвакуация была невозможна. По данным командования 110-й ОМБр, с противником через посредников была достигнута договорённость об эвакуации раненых украинских военнослужащих. Однако 15 февраля российские войска захватили позицию. Позже, по данным украинских СМИ, стало известно, что Андрей Дубницкий и его сослуживцы погибли в плену.

## Награды
- Звание «Герой Украины» с удостоением ордена «Золотая Звезда» (5 мая 2025, посмертно) — за личное мужество и героизм, проявленные в защите государственного суверенитета и территориальной целостности Украины, верность военной присяге[3].
- Медаль «Защитнику Отечества» (31 октября 2022) — за личное мужество и самоотверженные действия, проявленные в защите государственного суверенитета и территориальной целостности Украины, верность военной присяге[4].